# Gotthold Schwarz
Pour les articles homonymes, voir Schwarz.
Gotthold Schwarz est un baryton-basse allemand spécialisé dans le répertoire baroque et classique, né le 2 mai 1952 à Zwickau en Saxe.

## Biographie
Fils du Cantor de l'église Saint-Paul de Zwickau, Gotthold Schwarz est très tôt en contact avec la musique.
Sa carrière commence en 1964 comme membre du Chœur de l'église Saint-Thomas de Leipzig avec lequel il continue de collaborer.
Après une formation en musique sacrée à la Evangelische Hochschule für Kirchenmusik Dresden, il étudie le chant, l'orgue et la direction à l'école supérieure de musique et de théâtre Felix Mendelssohn Bartholdy de Leipzig.
Après ses études, il entame une activité de soliste, en particulier comme chanteur de cantates et d'oratorios.
En 1979 il est appelé comme coach vocal du Chœur de l'église Saint-Thomas de Leipzig, où il est également à plusieurs reprises Thomaskantor par intérim.
Gotthold Schwarz travaille avec de nombreux ensembles et chefs renommés tels John Eliot Gardiner, Philippe Herreweghe, Peter Schreier, Martin Haselböck, la Rheinische Kantorei, le Leipziger Thomanerchor, l'Orchestre du Gewandhaus de Leipzig et le Dresdner Kreuzchor. Il se produit au Festival de Salzbourg, au Musikverein de Vienne ainsi qu'aux États-Unis, en Finlande et au Japon.
Il se produit également de plus en plus comme chef de chœur et chef d'orchestre. Il dirige ainsi ses propres ensembles : le Concerto vocale Leipzig (fondé en 1984), le Sächsische Barockorchester (fondé en 1990) et le Barocktrio Gotthold Schwarz, fondé en 1993 avec le gambiste Siegfried Pank et l'organiste Hans Christoph Becker-Foss.
En 2015, Gotthold Schwarz est nommé, à titre provisoire, Thomaskantor jusqu'en mai 2016. Mais après l'étude infructueuse de quatre candidatures, il est nommé officiellement le 23 mai 2016 17e Thomaskantor depuis Johann Sebastian Bach.
Gotthold Schwarz vit à Leipzig.

## Discographie sélective

### Avec la Rheinische Kantorei
- 1988 : Die Auferstehung und Himmelfahrt Jesu Wq240 et Gott hat den Herrn auferweckt Wq244 de Carl Philipp Emanuel Bach
- 1988 : Cantates Klopstocks Morgengesang am Schöpfungsfeste, Auf, schicke dich recht feierlich Anbetung dem Erbarmer et Heilig de Carl Philipp Emanuel Bach
- 1988 : Cantates Zur Einführung des H.P.Gasie, Wer ist so würdig als du et Der Herr lebt de Carl Philipp Emanuel Bach
- 1989 : Oratorio Die Kindheit Jesu de Johann Christoph Friedrich Bach
- 1991 : Johannespassion de Jean-Sébastien Bach
- 2000 : Friedens Cantata de Johann Michael Bach
- 2000 : Cantates & Symphonies Columbus de Johann Michael Bach
- 2011 : Cantatas de Carl Philipp Emanuel Bach (Wq239, Wq249, Wq243, Wq217, Wq250, Wq222, Wq251)

### Avec l'Ensemble baroque de Limoges
- Cantates 180, 49, 115 de JS Bach, avec Christophe Coin et Barbara Schlick
- Cantatas with violoncello piccolo BWV 85, 175, 183, 199 de JS Bach, avec Christophe Coin et Barbara Schlick

### Autres
- 2000 : Geistliche und Weltliche Lieder - Sacred and Secular Songs de Carl Philipp Emanuel Bach et Johann Christoph Friedrich Bach, avec Sabine Bauer (piano-forte)
- 2008 : Confitebor Tibi - Psalms, Motets, Concerts de Rupert Ignaz Mayr, avec L'Arpa Festante et la Capella Weilburgensis vocalis, dir. Doris Hagel

## Source de la traduction
- (de) Cet article est partiellement ou en totalité issu de l’article de Wikipédia en allemand intitulé « Gotthold Schwarz » (voir la liste des auteurs).